# Шух, Лизль фон
Лизль фон Шух (нем. Liesel von Schuch, в замужестве Лизль Шух-Ганцель, нем. Liesel Schuch-Ganzel, полное имя Элизабет Франциска фон Шух, нем. Elisabeth Franziska von Schuch-Ganzel; 12 декабря 1891, Дрезден — 10 января 1990, Дрезден) — немецкая оперная певица (колоратурное сопрано). Дочь дирижёра Эрнста фон Шуха и певицы Клементины Прошка.
Училась у своей матери, затем в дрезденской школе вокалистов под руководством Аделины Пасхалис. В 1913 году дебютировала в Висбадене как Виолетта в «Травиате». Затем в 1914—1935 гг. пела на сцене Дрезденской оперы. В 1924 году была первой исполнительницей партии Анны в опере Рихарда Штрауса «Интермеццо». Много выступала и как камерная певица. По завершении карьеры в 1935—1967 гг. преподавала в Дрезденской консерватории.
В 1988 г. удостоена звания почётной гражданки Дрездена.